# Pseudomugil connieae
Pseudomugil connieae är en fiskart som först beskrevs av Allen, 1981.  Pseudomugil connieae ingår i släktet Pseudomugil och familjen Pseudomugilidae. IUCN kategoriserar arten globalt som sårbar. Inga underarter finns listade i Catalogue of Life.